# Oakland Plantation
Pour les articles homonymes, voir Oakland.
L'Oakland Plantation est une plantation de la paroisse des Natchitoches, en Louisiane, dans le sud des États-Unis. Protégée au sein du Cane River Creole National Historical Park, elle est inscrite au Registre national des lieux historiques depuis le 29 août 1979 et classée National Historic Landmark depuis le 3 janvier 2001.